# ليس غرانديس أوتانيس
ليس غرانديس أوتانيس (بالإنجليزية: Les Grandes Otanes)‏ هو أحد جبال سلسلة كتلة مونت بلاك وجزء من القمة الأم يقع في كانتون فاليز، سويسرا. يبلغ ارتفاع الجبل حوالي 2680 متر، بينما يبلغ ارتفاع نتوء الجبل 23 متر.